# جيرفين كاسترين
جيرفين كاسترين (بالهولندية: Gervane Kastaneer) (9 يونيو 1996 بروتردام في هولندا - ) هو لاعب كرة قدم هولندي في مركز الهجوم. لعب مع أدو دين هاغ وإف سي آيندهوفن ونادي دوردريخت.

## روابط خارجية
- جيرفين كاسترين على موقع قاعدة بيانات كرة القدم.إي يو (الإنجليزية)
- جيرفين كاسترين على موقع ناشيونال فوتبول تيمز (الإنجليزية)
- جيرفين كاسترين على موقع Soccerway.com (الإنجليزية)
- جيرفين كاسترين على موقع عالم كرة القدم.نت (الإنجليزية)